# Rıza Kayaalp
Rıza Kayaalp (Yozgat, 10 ottobre 1989) è un lottatore turco, specializzato nella lotta greco-romana.
Ha partecipato a quattro edizioni dei Giochi olimpici estivi (2008, 2012, 2016, 2020) conquistando tre medaglie olimpiche.

## Palmarès
- Giochi olimpici

Londra 2012: bronzo nei 120 kg.
Rio de Janeiro 2016: argento nei 130 kg.
Tokyo 2020: bronzo nei 130 kg.
Mondiali
Herning 2009: bronzo nei 120 kg.
Mosca 2010: bronzo nei 120 kg.
Istanbul 2011: oro nei 120 kg.
Budapest 2013: argento nei 120 kg.
Tashkent 2014: argento nei 130 kg.
Las Vegas 2015: oro nei 130 kg.
Parigi 2017: oro nei 130 kg.
Nur-Sultan 2019: oro nei 130 kg.
- Europei

Baku 2010: oro nei 120 kg.
Dortmund 2011: argento nei 120 kg.
Belgrado 2012: oro nei 120 kg.
Tbilisi 2013: oro nei 120 kg.
Vantaa 2014: oro nei 130 kg.
Riga 2016: oro nei 130 kg.
Novi Sad 2017: oro nei 130 kg.
Kaspijsk 2018: oro nei 130 kg.
Bucarest 2019: oro nei 130 kg.
Varsavia 2021: oro nei 130 kg.
- Giochi europei

Baku 2015: oro nei 130 kg.
- Giochi del Mediterraneo

Pescara 2009: oro nei 120 kg.
Mersin 2013: oro nei 120 kg.
- Universiadi

Kazan' 2013: oro nei 120 kg.
- Giochi mondiali militari

Wuhan 2019: oro nei 130 kg.